# フィーバーとフューチャー
「フィーバーとフューチャー」は、GYMのシングル。『バレーボール・ワールドグランプリ2006』のフジテレビ系イメージソングに起用されたトランスミュージックである。日本では2006年8月30日にジャニーズ・エンタテイメントからCD発売された。同年9月6日にタイ、12日に台湾でもCD発売されている。
2006年9月11日付の週間オリコンランキングで1位を獲得。山下智久にとっては、NEWSのシングル・アルバム6作、修二と彰のシングル、ソロシングルを含め、デビューから9作連続となるオリコンデイリーランキング1位獲得となった。

## 収録曲
1. フィーバーとフューチャー [3:51] - GYM
作詞：H.U.B., A to Z　作曲：谷本新　編曲：黒澤直也, 矢崎俊輔
2. 放課後ブルース [4:05] - 山下智久
作詞・作曲：山下智久　編曲：前嶋康明
  - 山下のソロ。歌謡ロック[1]
3. Run for your love [3:51] - GOLF&MIKE
作詞・作曲・編曲：Shusui, Stefan Aberg
  - 全編英語詞のバラード[1]
4. My Angel [3:13] - GYM
作詞：谷藤律子, zopp　作曲・編曲：Shusui, Stefan Engblom, Axel Bellinder, Per Lundberg
通常盤のみ収録
5. フィーバーとフューチャー（オリジナル・カラオケ）[3:52]
通常盤のみ収録

## 特典
初回限定盤にDVD同梱。
1. 「フィーバーとフューチャー」Music Clip
2. メイキングオフショット
3. GYMスペシャルインタビュー